# Bjørn Hasløv
Bjørn Borgen Hasløv, född 18 maj 1941 i Köpenhamn, är en dansk före detta roddare.
Hasløv blev olympisk guldmedaljör i fyra utan styrman vid sommarspelen 1964 i Tokyo.